# Theodore Roosevelt, Jr.
Theodore Roosevelt, Jr., född 13 september 1887, död 12 juli 1944, var en amerikansk politiker, mottagare av Medal of Honor, företagsledare samt militär (brigadgeneral) och deltog i både första och andra världskriget. Han var son till USA:s president Theodore Roosevelt. Under andra världskriget led Roosevelt av hjärtproblem och tvingades använda käpp efter sina skador från första världskriget. En månad efter landstigningarna i Normandie avled han av en hjärtattack.

## Medal of Honor
| ” | For gallantry and intrepidity at the risk of his life above and beyond the call of duty on 6 June 1944, in France. After 2 verbal requests to accompany the leading assault elements in the Normandy invasion had been denied, Brig. Gen. Roosevelt's written request for this mission was approved and he landed with the first wave of the forces assaulting the enemy-held beaches. He repeatedly led groups from the beach, over the seawall and established them inland. His valor, courage, and presence in the very front of the attack and his complete unconcern at being under heavy fire inspired the troops to heights of enthusiasm and self-sacrifice. Although the enemy had the beach under constant direct fire, Brig. Gen. Roosevelt moved from one locality to another, rallying men around him, directed and personally led them against the enemy. Under his seasoned, precise, calm, and unfaltering leadership, assault troops reduced beach strong points and rapidly moved inland with minimum casualties. He thus contributed substantially to the successful establishment of the beachhead in France. | „ |

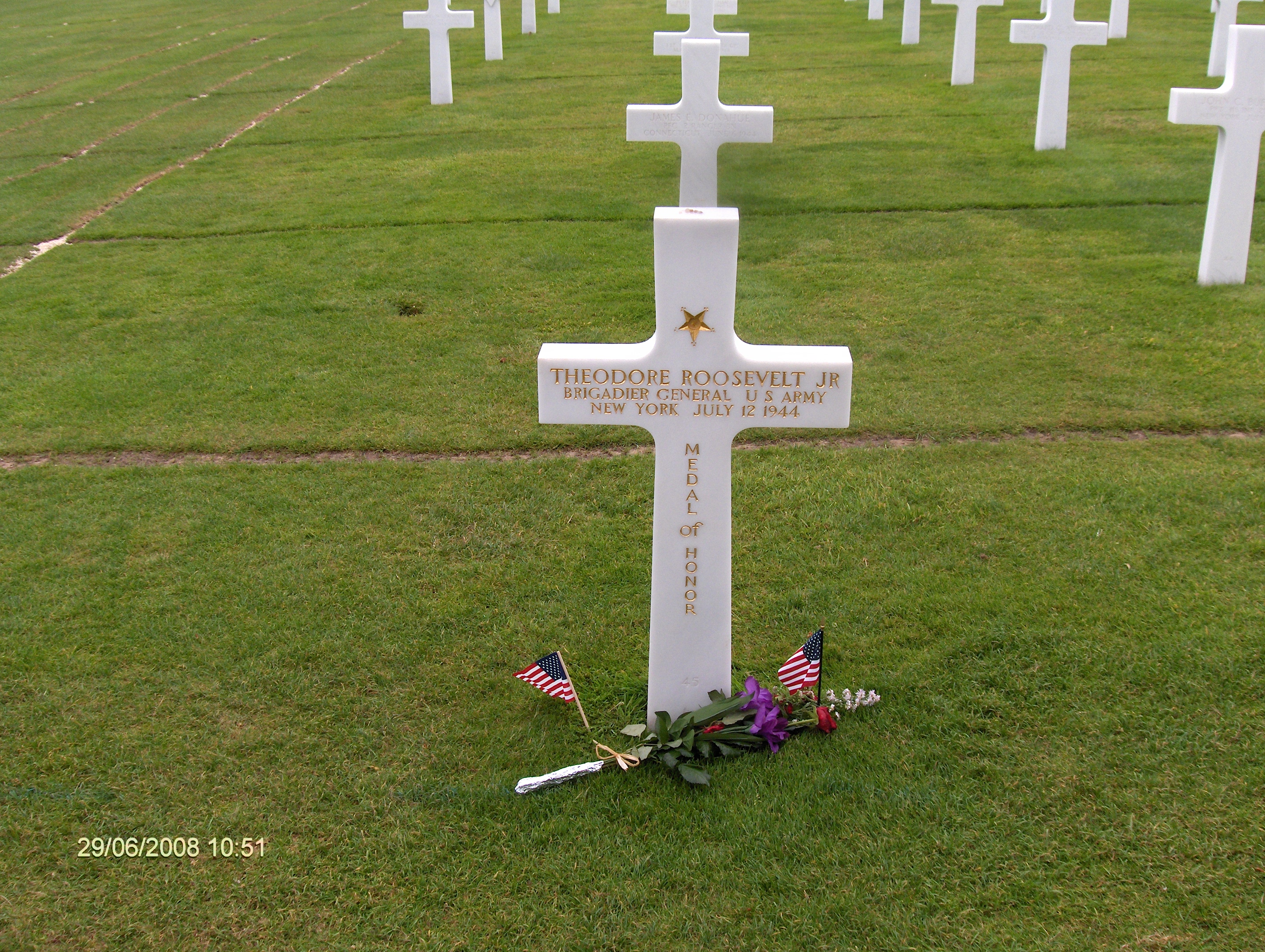
Theodore Roosevelt, Jr.s gravsten på Normandy American Cemetery and Memorial, han ligger begravd bredvid sin bror Quentin som dödades under första världskriget.

Theodore Roosevelt, Sr. och Theodore Roosevelt, Jr. är ett av endast två par far-son som har tilldelats Medal of Honor (båda erhöll den postumt, fadern så sent som 2001), det andra paret är Arthur och Douglas MacArthur.